# زبالا
زُبالة أو «زُبَالا» هي قرية تقع في محافظة رفحاء الواقعة بمنطقة الحدود الشمالية في السعودية. تضم القرية موقعاً تاريخياً، وتشتهر كونها إحدى منازل درب زبيدة. وتقع جنوب مدينة رفحاء بمسافة تُقدّر بحوالي 25 كم.
تقع في جنوب مدينة رفحاء، وتبعد عنها 25 كم وتقع على طريق الحجاج القديم (درب زبيدة)، ويوجد بها آثار قديمة وبرك وآبار تتجمع فيها مياه وادي المناشبي وأبا الرمم وأم عصافير. وكانت محطة للحجاج والمسافرين قديماً والآن هي موطن لعشيرة السليط من اليحيا من قبيلة شمر.

## الوصف
تعتبر قرية زبالا التاريخية من القرى الغنية بالآثار، وأبرزها البئر الذي يأخذ شكلاً مربعاً وهو منحوت بطريقة مميزة والقصر الأثري الذي لم يتبق منه الآن سوى جدرانه وأكتافه والمدينة السكنية المحيطة به. يضم الموقع برك عدة ومنها بركة الشاحوف وأم العصافير والشيحيات. وصفها ياقوت الحموي في كتابه معجم البلدان بقوله: «زبالة بضم أوله منزل معروف بطريق مكة من الكوفة وهي قرية عامرة بها أسواق بين واقصة والثعلبية وقال أبو عبيد السكوني زبالة بعد القاع من الكوفة وقبل الشقوق فيها حصن وجامع لبني غاضرة من بني أسد».

## التاريخ
حظيت «زُبَالا» بذكر وافر في المصادر التاريخية لكونها ملتقى للقوافل التجارية والحجاج بوصفها إحدى المحطات الرئيسة على طريق الحج الكوفي المعروف بدرب زبيدة، ووصلت إلى أوج شهرتها وازدهارها خلال العصر العباسي، وقد أوردت المصادر العربية المبكرة بعض مظاهر الحضارة بها مثل احتوائها على أسواق متنوعة وحصن لحماية المدينة ومسجد جامع.

## التنقيب الأثري
موقع «زُبَالا» كان قد خضع لتنقيباتٍ أثرية منذ عام 2015م، حيث كشف الفريق خلال أعمال الحفر الأثري عن نتائج متعددة، من ضمنها مسجد مستطيل الشكل، كما تم العثور على عدد من القطع واللقى الأثرية؛ المكونة من الفخار والخزف والحجر الصابوني وأدوات أخرى دقيقة مصنوعة من المعادن والزجاج تشير طرق صناعتها وزخرفتها إلى إبداعات الحرفيين القدماء، ووجود علاقة تجارية وتفاعل بين «زُبَالا» وما حولها من حواضر العالم الإسلامي.
في25 أكتوبر 2021م، أعلنت هيئة التراث عن تنفيذ أعمال مشروع التنقيب الأثري في موقع «زُبَالا» جنوب محافظة رفحاء بمنطقة الحدود الشمالية، ضمن أعمال ومشاريع التنقيب الأثري التي تنفذها الهيئة في مناطق المملكة.
يعد مشروع التنقيب الأول على إحدى محطات درب زبيدة التاريخي بعد إعلان الأمير بدر بن عبد الله بن فرحان وزير الثقافة رئيس مجلس إدارة هيئة التراث، اهتمام الهيئة بالدرب ثقافيا وتراثيا، حيث جاء إطلاق «برنامج درب زبيدة» في شهر رمضان الماضي ويتضمن في مساراته الدراسات والأبحاث والنشر العلمي، إلى جانب العمل على إطلاق مشاريع أخرى جديدة للتنقيب على الدرب ضمن هذا المسار.
تهدف الأعمال الحالية في المشروع إلى استكمال التنقيب في أجزاء جديدة من الموقع وفق منهجية جديدة تتوافق مع أهداف برنامج درب زبيدة، بعد العثور على مكتشفات مهمة في الأجزاء التي شملها التنقيب في الجهة الشمالية الغربية من الموقع، والتعرف على أبرز مظاهر تطور وتوسع المدينة، والدور الحضاري الذي لعبته في توسع خدمات عبور درب زبيدة. كما تهدف هيئة التراث من المشروع إلى الكشف عن ملامح الموقع وتوثيقه والمحافظة عليه، ضمن مسؤولياتها تجاه التراث الثقافي وحمايته والعناية به وإبراز الدور الحضاري  للمملكة على مختلف العصور الزمنية والفترات التاريخية.